# Muvimentu Corsu per l'Autodeterminazione
Ne doit pas être confondu avec Muvimentu per l’Autodeterminazione.
Le Muvimentu Corsu per l’Autodeterminazione (littéralement, le « Mouvement corse pour l’autodétermination », abrégé en MCA) était un parti politique qui se réclamait du nationalisme corse, fondé le 2 octobre 1983 et était considéré comme étant la vitrine légale du FLNC. Après avoir été dissous en Conseil des ministres le 22 janvier 1987, il a été remplacé par A Cuncolta Naziunalista le 28 juin 1987.